# Chroicocephalus
Genre
Chroicocephalus est un genre d'oiseaux regroupant 9 espèces de mouettes et un goéland. Ce genre résulte de la dissociation récente, sur des bases morphologiques et moléculaires, du genre Larus longtemps considéré comme monophylétique.
L'étymologie du terme s'appuie sur les radicaux en grec ancien, χρωϊκός khrōïkós, (coloré) et κεφαλή kephalḗ, (tête).

## Liste des espèces
D'après la classification de référence (version 14.1, 2024) de l'Union internationale des ornithologues, il y a 10 espèces du genre Chroicocephalus (ordre philogénique) :
- Chroicocephalus genei (Brème, 1839) – Goéland railleur ;
- Chroicocephalus philadelphia (Ord, 1815) – Mouette de Bonaparte ;
- Chroicocephalus novaehollandiae (Stephens, 1826) – Mouette argentée ;
- Chroicocephalus bulleri (Hutton, FW, 1871) – Mouette de Buller ;
- Chroicocephalus serranus (Tschudi, 1844) – Mouette des Andes ;
- Chroicocephalus maculipennis (Lichtenstein, MHC, 1823) – Mouette de Patagonie ;
- Chroicocephalus ridibundus (Linnaeus, 1766) – Mouette rieuse ;
- Chroicocephalus brunnicephalus (Jerdon, 1840) – Mouette du Tibet ;
- Chroicocephalus cirrocephalus (Vieillot, 1818) – Mouette à tête grise ;
- Chroicocephalus hartlaubii (Bruch, 1855) – Mouette de Hartlaub.